# Preăh Nét Preăh (gmina)
Preăh Nét Preăh – gmina (khum) w północno-zachodniej Kambodży, we wschodniej części prowincji Bântéay Méanchey, w dystrykcie Preăh Nét Preăh.

## Miejscowości
Na obszarze gminy położonych jest 14 miejscowości:

- Preah Paoy Kdoeang
- Cheung Voat
- Kandal
- Post Chas
- Paoy Samraong
- Paoy Pring
- Ta Paen
- Sreh Kaeut
- Sreh Lech
- Kouk Srok
- Sramaoch
- Peam Sreh
- Doun Chaeng
- Kon Damrey